# Іріс Ганіка
Іріс Ганіка (нар. 1962) — німецька письменниця. Народилася у Вюрцбурзі, виросла у Бад-Кенігсгофені та з 1979 року живе в Берліні, де вивчала універсальну та порівняльну літературу у Берлінському університеті. Була постійною авторкою німецьких періодичних видань, як-от Frankfurter Allgemeine Zeitung (фрилансерка Berliner Seiten) і Merkur (2000–2008: колонка Chronicles). Ганіка здобула премію LiteraTour Nord та премію ЄС з літератури за роман «Підсумок» (Das Eigentliche). 2020 року здобула премію Hermann-Hesse-Literaturpreis за роман Echos Kammern. 2021 року здобула премію Лейпцизького книжкового ярмарку. Раніше Ганіка писала переважно короткі нехудожні тексти, пізніше — романи, зокрема дві книги з психоаналізу.

## Нагороди
- Премія Ганса Фаллади 2006 року[11]
- 2010 Премія Європейського Союзу з літератури за Das Eigentliche[11]
- Премія LiteraTour Nord 2011 для Das Eigentliche[11]
- 2017/2018 Премія Вілла Массімо[10]
- 2020 Hermann-Hesse-Literaturpreis для Echos Kammern[11]
- Премія Лейпцизького книжкового ярмарку 2021 для Echos Kammern[11]

## Твори
- Hanika, Iris (2020). Echos Kammern : Roman (нім.). Literaturverlag Droschl. ISBN 978-3-99059-056-0. OCLC 1193293248.[12][13][14]
- Hanika, Iris (2015). Wie der Müll geordnet wird : Roman (нім.). Literaturverl. Droschl. ISBN 978-3-85420-962-1. OCLC 904438449.[15]
- Hanika, Iris (2012). Tanzen auf Beton : Weiterer Bericht von der unendlichen Analyse (нім.). Droschl, M. ISBN 978-3-85420-799-3. OCLC 802668445.[16][17]
- Hanika, Iris; Hennersdorf, Sonja (2010). Das Eigentliche : Roman (нім.). ISBN 978-3-85420-764-1. OCLC 587764696.[18]
- Hanika, Iris (2008). Treffen sich zwei : Roman (нім.). Droschl. ISBN 978-3-85420-737-5. OCLC 225260310.
- Hanika, Iris (2007). Vor dem Gericht (нім.). ISBN 978-3-937737-82-9. OCLC 198833649.
- Hanika, Iris; Seifert, Edith (2006). Die Wette auf das Unbewusste, oder, Was Sie schon immer über Psychoanalyse wissen wollten (нім.). Suhrkamp. ISBN 3-518-12457-9. OCLC 70132355.
- Hanika, Iris (2005). Musik für Flughäfen : kurze Texte (нім.). Suhrkamp. ISBN 978-3-518-12404-8. OCLC 62206120.
- Hanika, Iris (2003). Das Loch im Brot : Chronik (нім.). Suhrkamp. ISBN 3-518-12438-2. OCLC 52901445.
- Hanika, Iris (1992). Katharina, oder, Die Existenzverpflichtung : Erzählung (нім.). Fannei & Walz. ISBN 3-927574-14-7. OCLC 27727247.

## Переклади українською
2020 року у видавництві «Дух і літера» вийшов український переклад книжки «Властиве». Перекладач — Тарас Прохасько. 

## Зовнішні посилання
- Офіційний сайт